# II. Lajos nyugati frank király
II. (Hebegő) Lajos (846. november 1. – 879. április 10.), (franciául Louis le Bègue), II. Kopasz Károly és Orléans-i Ermentrude fia. Aquitaniában öccsét 866-ban, apját Nyugati Frank Királyság trónján 877-ben követte. Soha nem koronázták császárrá.

## Élete, uralkodása
866-ban, nem egész 19 évesen meghalt bátyja, a „Gyermek Károly” néven ismert III. Károly aquitániai király. Ezzel Lajos lett apja, Kopasz Károly teljes jogú utóda, így ő kapta meg Akvitánia trónját. Mivel nem tudott sikeresen fellépni a viking fosztogatók ellen, uralma alatt a királyság tekintélye igencsak lehanyatlott.
Nyugati frank királlyá 877. december 8-án Hinkmar reimsi érsek koronázta meg, majd másodszor, 878-ban VIII. János pápa tette a fejére a koronát. Felajánlotta neki a birodalmi koronát is, de a király ezt visszautasította. Hebegő Lajos fizikuma egyes állítások szerint gyenge volt — erre utal, hogy csak két évvel élte túl apját. Viszonylag kis beleszólása volt a politikába. Egyszerű embernek, a szerelem, a béke és a vallás barátjának jellemezték. 878-ban Szőrös Wilfrednek adományozta Barcelonát, Gironát és Besalút. Utolsó tetteként háborúba vonult a vikingek ellen, akik akkor Európa veszedelmei voltak. Nem sokkal a hadjárat kezdete után megbetegedett, és 879. április 9. vagy 10-én meghalt. Ezután birodalmát felosztották fiai, Karlmann és Lajos között.

## Családja, utódai
Háromszor nősült, első feleségétől, a burgundi Ansgarde-tól két gyermeke született, Karlmann és Lajos, akik mindketten Franciaország királyai lettek. Ugyancsak Ansgarde-tól két lánya is született, Gisela és Hildegarde. Második feleségétől, a szaxoni Luitgarde-tól nem született gyermeke. Harmadik feleségétől egy lánya, és halála után egy fia született, aki apja halála után sokkal III. (Együgyű) Károly néven lépett trónra.

## Fordítás
- Ez a szócikk részben vagy egészben  a   Humfrid című angol Wikipédia-szócikk ezen változatának fordításán alapul.  Az eredeti cikk szerkesztőit annak laptörténete sorolja fel. Ez a jelzés csupán a megfogalmazás eredetét és a szerzői jogokat jelzi, nem szolgál a cikkben szereplő információk forrásmegjelöléseként.